# Cosmogenesis
Cosmogenesis – drugi album studyjny niemieckiej grupy muzycznej Obscura. Wydawnictwo ukazało się 17 lutego 2009 nakładem wytwórni muzycznej Relapse Records. Album zadebiutował na 71. miejscu listy Top Heatseekers w Stanach Zjednoczonych sprzedając się w nakładzie 900 egzemplarzy w przeciągu tygodnia od dnia premiery. Gościnnie w nagraniach wziął udział gitarzysta Ron Jarzombek. W ramach promocji do utworu "The Anticosmic Overload" został zrealizowany teledysk, który wyreżyserowali Steffen Kummerer oraz Christoph Harrer.

## Lista utworów
Opracowano na podstawie materiału źródłowego. 
1. "The Anticosmic Overload" (sł. Steffen Kummerer, muz. Hannes Grossmann, Steffen Kummerer) – 4:16
2. "Choir of Spirits" (sł. Steffen Kummerer, muz. Hannes Grossmann) – 5:31
3. "Universe Momentum" (sł. Steffen Kummerer, muz. Christian Muenzner) – 4:33
4. "Incarnated" (sł. Steffen Kummerer, muz. Steffen Kummerer) – 4:53
5. "Oribital Elements" (muz. Hannes Grossmann, Jeroen Paul Thesseling, Steffen Kummerer) – 5:21 (utwór instrumentalny)
6. "Desolate Spheres" (sł. Steffen Kummerer, muz. Christian Muenzner, Hannes Grossmann, Steffen Kummerer) – 4:01
7. "Infinite Rotation" (sł. Steffen Kummerer, muz. Hannes Grossmann) – 4:48
8. "Noospheres" (sł. Steffen Kummerer, muz. Hannes Grossmann, Steffen Kummerer) – 5:04
9. "Cosmogenesis" (sł. Steffen Kummerer, muz. Christian Muenzner, Hannes Grossmann, Jeroen Paul Thesseling, Steffen Kummerer) – 4:14
10. "Centric Flow" (sł. Steffen Kummerer, muz. Hannes Grossmann) – 7:25

## Twórcy
Opracowano na podstawie materiału źródłowego.

- Steffen Kummerer – wokal prowadzący, gitara rytmiczna, gitara prowadząca
- Christian Muenzner – gitara rytmiczna, gitara prowadząca
- Jeroen Paul Thesseling – gitara basowa
- Hannes Grossmann – perkusja, instrumenty perkusyjne
- Ron Jarzombek – gościnnie gitara prowadząca
- V. Santura – inżynieria, miksowanie, mastering, produkcja, gościnnie wokal
- Orion Landau – okładka, oprawa graficzna
- Norudos – zdjęcia